# Sarcophaga cognata
Sarcophaga cognata är en tvåvingeart som först beskrevs av Robineau-desvoidy 1830.  Sarcophaga cognata ingår i släktet Sarcophaga och familjen köttflugor.
Artens utbredningsområde är Mauritius. Inga underarter finns listade i Catalogue of Life.